# Kirche Thallwitz

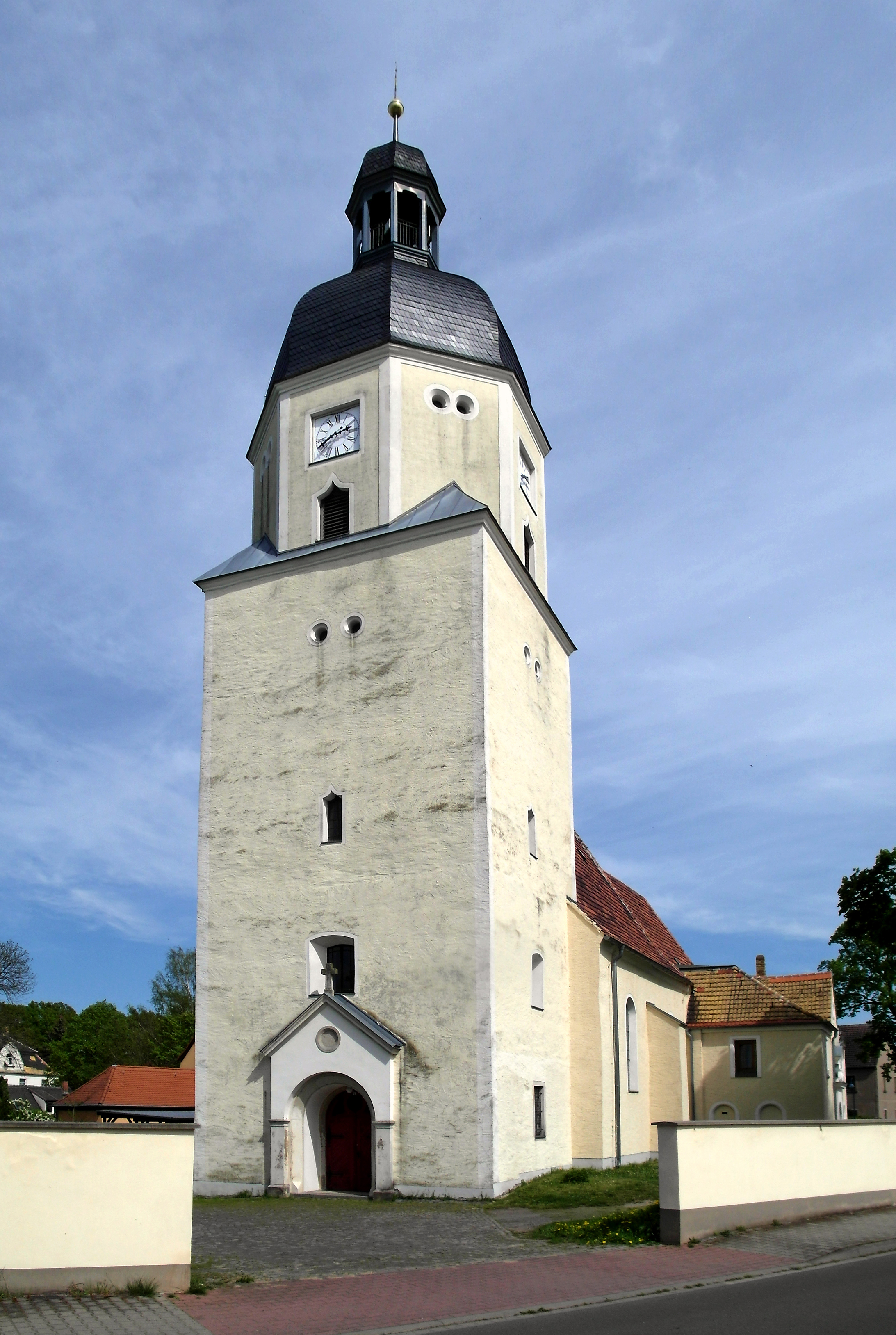
Kirche Thallwitz (2018)

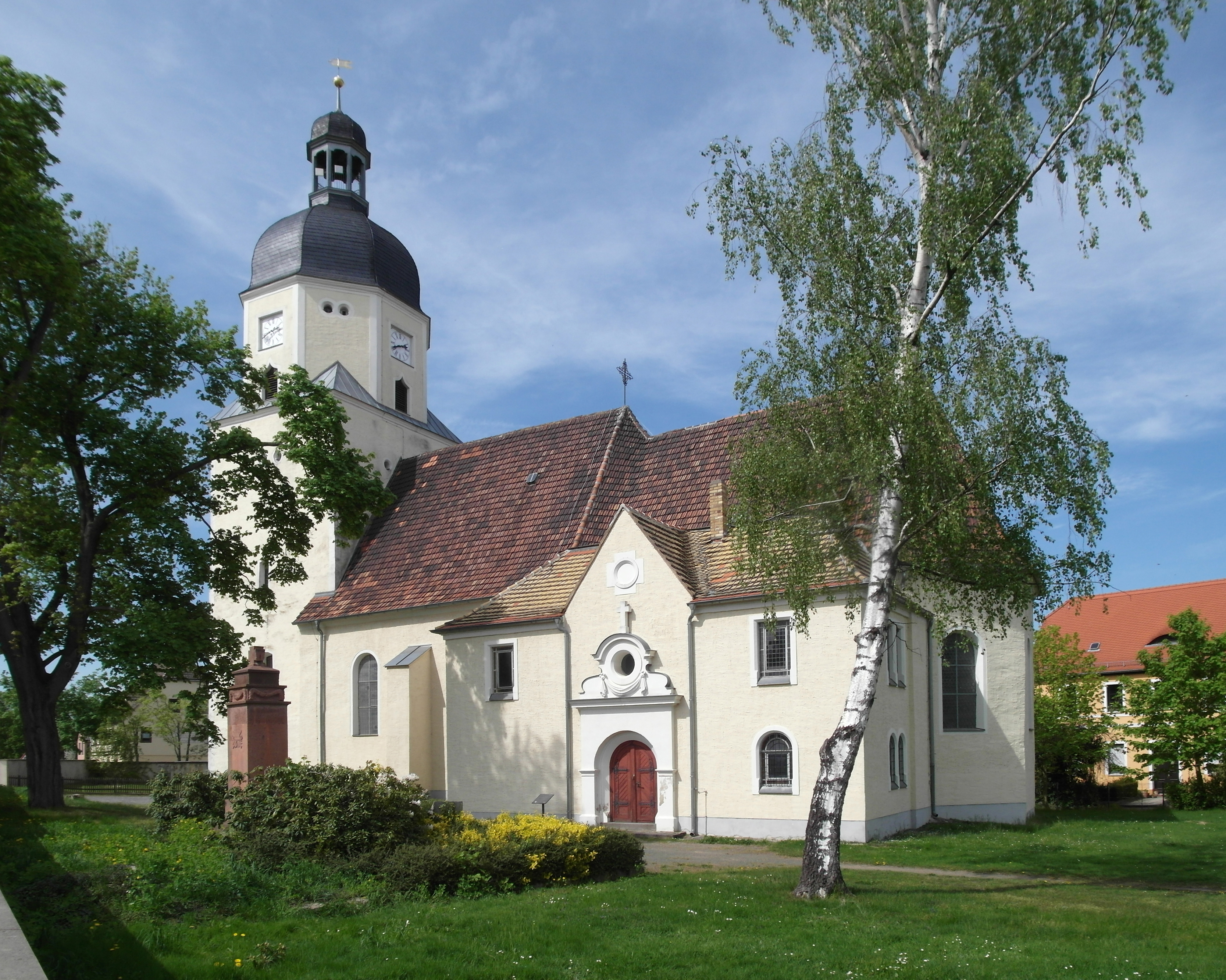
Seitenansicht (2018)

Die Kirche zu Thallwitz in Thallwitz nahe Wurzen im Landkreis Leipzig in Sachsen ist eine evangelisch-lutherische Kirche. Das ortsbildprägende Gotteshaus steht mitten im Dorf direkt gegenüber von Schloss und Park Thallwitz.

## Geschichte
Die Kirche entstand im 15. Jahrhundert, aus dieser Zeit sind die Grundmauern und der Unterbau des Kirchturms erhalten. Bischof Johann VI. von Saalhausen veranlasste die Erweiterung des Chors und die Erhöhung des Kirchturms. Dessen Haube über dem achteckigen Oberteil wurde im 17. Jahrhundert geschaffen. Die Inschrift der Wetterfahne weist auf den 1626 erfolgten Neubau des Kirchenschiffs hin, der wohl älteres Mauerwerk einbezog. Die Decke erhielt ein flaches Tonnengewölbe.
Im Jahr 1896 erfolgte der umfangreiche Umbau nach Plänen des Architekten Oswald Haenel aus Dresden. Kirche und Kirchturm wurde außen vollständig neu verputzt, das Kirchen- und das Turmdach umgedeckt, dabei ausgebessert sowie mit Blitzableitern gesichert.
Im Inneren wurde 1896 die zweite Empore beseitigt, dafür erhielt die verbleibende Empore doppelte Sitzreihen. Die Orgelbühne wurde verbreitert. Die Fenster erhielten farbiges Kathedralenglas, es wurden neue Paramente aus grünem, rotem und schwarzem Tuch mit Goldstickerei angeschafft. Nach der Restaurierung wurde nach dem Totenfest, dem alten Kirchweihfest von Thallwitz, die Wiedereinweihung mit Beteiligung des Patronats, der Kircheninspektion und zahlreicher Pfarrer der Region gefeiert.
1968 erhielt das Kirchenschiff eine neue Dacheindeckung. Dachrinnen und Blitzschutz wurden ebenfalls erneuert sowie ein neues Kreuz auf dem Dach befestigt. 1971 begann die Renovierung des Kirchenschiffs, bei der ein neuer Altar gemauert und mit neuem Kreuz ausgestattet wurde. Anschließend erfolgten im Frühjahr 1972 der Wiedereinbau der Orgel und der äußere Neuverputz des Kirchenschiffs.
Die feierliche Wiedereinweihung der technisch überholten Orgel fand im August 1992 statt. Im September 1998 wurde der Kirchturm saniert, am 23. Januar 1999 die Turmbekrönung vollendet. Seit Herbst 2000 können Besucher zur Aussichtsplattform des Kirchturms hinaufsteigen und den Rundumblick genießen.

## Architektur und Ausstattung

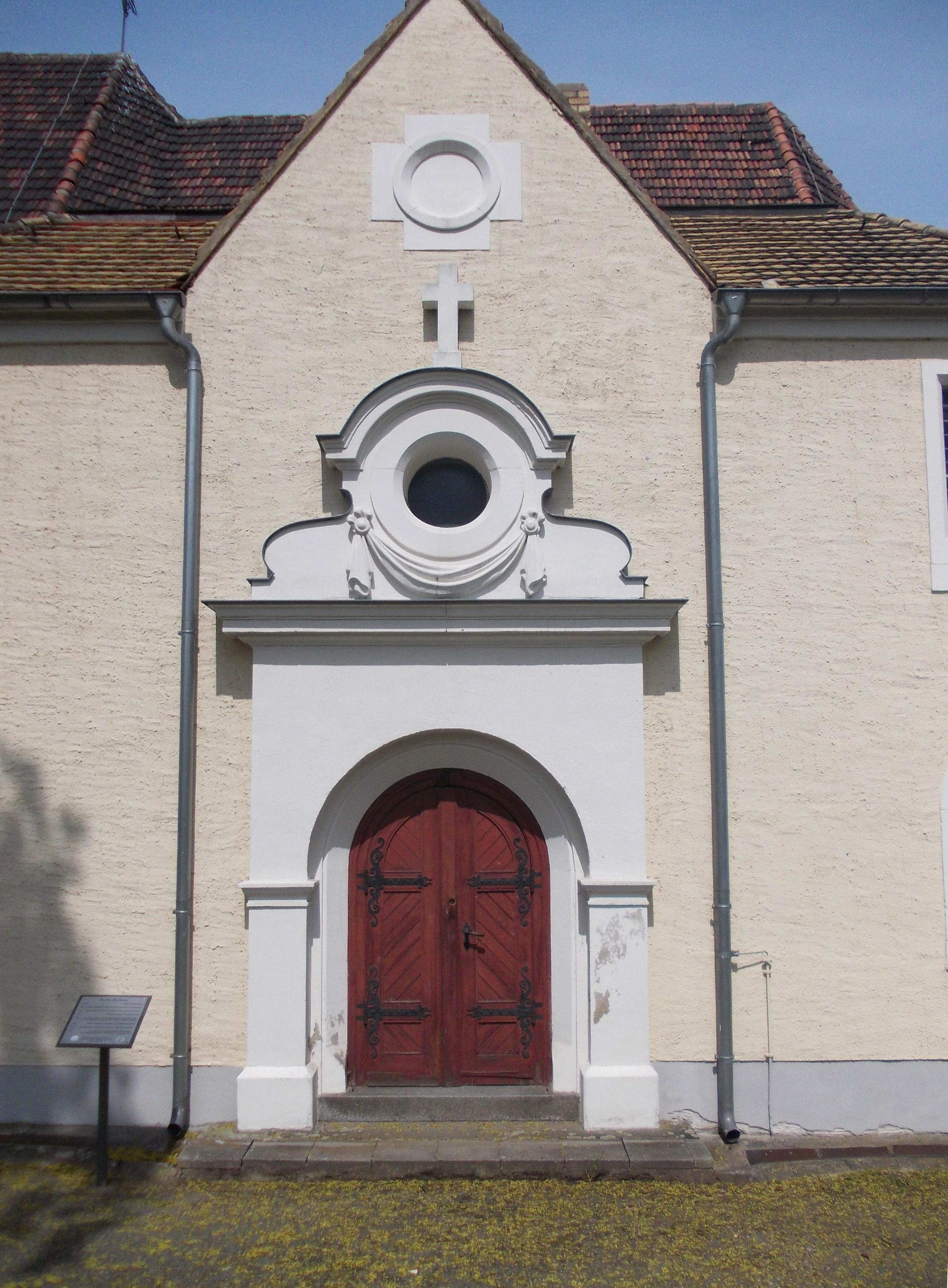
Portal (2015)

Die Saalkirche ist ein verputzter Bruchsteinbau mit Chor und Kirchturm. Sie weist Stilelemente von Gotik, Renaissance und Historismus auf. Der Saal und der langgestreckte, leicht eingezogene Chor mit 3/8-Schluss sind höhengestaffelt. Der Westturm mit farbig abgesetzten Ecken steht auf quadratischem Grundriss, der im Höhenverlauf in ein mit Haube und Laterne abgeschlossenes Oktogon übergeht.
Das Kirchenschiff ist ein zweijochiger Saal mit flacher Tonnendecke, die mit einem aufgemalten Kreuzrippengewölbe versehen ist. Der mit einem Triumphbogen vom Schiff abgesetzte Chor besitzt aufwändige Gabelkreuzgewölbe mit dunkel gefassten Rippen. In das Schiff ist eine einfache dreiseitige Empore eingebaut.
In der Kirche sind mehrere aus Sandstein gefertigte Epitaphe erhalten. Das Grabmal für Christoph Sigismund von Holtzendorff († 1715) besteht aus einer von einem Tuch umrahmten sechseckigen Inschrifttafel aus schwarzem Marmor mit Urne und Putto als Abschluss. Ein dazugehöriger Sarkophag und drei die Personifikationen von Glaube, Liebe und Hoffnung darstellende Marmorfiguren wurden 1896 getrennt davon aufgestellt.
Caspar Friedrich Löbelt schuf das Denkmal für Gotthelf Siegmund von Holtzendorff († 1739), das aus einem schmalen, von Putten mit Trophäen flankierten Sarkophag mit Inschrifttafel sowie einem ovalen Ölbild mit seitlich angebrachten Putten und bekrönender Gloriole besteht.
Rahel Louise Gräfin von Hoym († 1764) erhielt ein Grabmal, dessen Entwurf Friedrich August Krubsacius zugeschrieben wird und das auf einem geschwungenen Sarkophag einen Obelisken mit schwarzer Marmortafel trägt, den Personifikationen von Glaube und Liebe flankieren.

## Orgel
Die Orgel schuf im Jahr 1897 Conrad Geißler. Sie hat 21 Register auf zwei Manualen und Pedal. Die Disposition lautet wie folgt:
| I Hauptwerk C– |                 |     |
| 1.             | Bordun          | 16′ |
| 2.             | Principal       | 8′  |
| 3.             | Hohlflöte       | 8′  |
| 4.             | Gemshorn        | 8′  |
| 5.             | Viola di Gamba0 | 8′  |
| 6.             | Doppelgedackt   | 8′  |
| 7.             | Octave          | 4′  |
| 8.             | Rohrflöte       | 4′  |
| 9.             | Octave          | 2′  |
| 10.            | Mixtur III–IV   | 2′  |

| II Oberwerk C– |                   |    |
| 11.            | Geigenprincipal   | 8′ |
| 12.            | Flöte Travers     | 8′ |
| 13.            | Salicional        | 8′ |
| 14.            | Lieblich Gedackt0 | 8′ |
| 15.            | Fugara            | 4′ |
| 16.            | Violine           | 2′ |

| Pedal C– |              |     |
| 17.      | Subbaß       | 16′ |
| 18.      | Violonbaß    | 16′ |
| 19.      | Octavbaß     | 8′  |
| 20.      | Violoncello0 | 8′  |
| 21.      | Posaune      | 16′ |

- Koppeln: II/I, I/P
- Spielhilfe: Klingel zum Calcant[3]

## Pfarrer
- 1540 – Kolach, Matthias
- 1569 – Storch, Martin
- 1575 – Tragen, Matthäus
- 1591 – Decker, Peter
- 1624 – Scheibe, Johann
- 1647 – Trautmann, Samuel
- 1675 – Neuber, Lorenz
- 1685 – Weiner, Johann Friedrich
- 1708 – Heder, Johann Elias
- 1721 – Klepe, Johann Christian
- 1723 – Rühr, Johann Jakob
- 1731 – Otto, Christian Adolf
- 1733 – Schulze, Christoph
- 1764 – Kramer, Johann *Gottfried
- 1787 – Nieß, Johann Gottlieb
- 1796 – Schenk, Heinrich Traugott
- 1818 – Lehmann, Wilhelm Gottlieb Benedikt
- 1855 – Weckel, Christian Karl Heinrich
- 1873 – Lehmann, Otto Benedikt
- 1890 – Bormann, Adolf Richard
- 1921 – Köhler, Max Otto
- 1969 – Pfund, Jörg
- 1973 – Schwarzenberg, Rudolf
- 1990 – Pech, Andreas[4]

## Kirchgemeinde
Zur Kirchgemeinde Thallwitz-Lossatal gehören die Orte Falkenhain, Thammenhain, Voigtshain, Müglenz, Hohburg, Zschorna, Watzschwitz, Lüptitz, Großzschepa, Kleinzschepa, Röcknitz, Böhlitz, Collmen, Treben, Zwochau, Thallwitz, Nischwitz, Wasewitz, Kollau und Canitz.